# Wöbbelin
Wöbbelin és un municipi a l'estat alemany de Mecklemburg-Pomerània Occidental. És conegut pel Camp de concentració de Wöbbelin, erigit a la fase final de la segona guerra mundial.
A la fi del 2013 comptava amb 888 inhabitants, a una superfície de 23,51 quilòmetres quadrats. Pertany a l'amt (mancomunitat) de Ludwigslust-Land. El riu Beck, riu font del Rögnitz neix al nord del municipi i forma parcialment la frontera amb el municipi de Lüblow. Altres cursos d'aigua són Neuer Kanal, el Canal de Ludwigslust i el Krullengraben.

## Història
El primer esment escrit Wopelyn data del 1333. Des del 1407 depenia de la senyoria de Neustadt-Glewe. Un gran part del poble va ser devastat durant la Guerra dels Trenta Anys el 1618. El 1621 va esdevenir un feu del ducat de Mecklenburg-Schwerin.
El 1813, durant les Guerres Napoleòniques la batalla de Lützow, va tenir lloc a un poble veí, on va caure l'escriptor i poeta Theodor Körner. Els seus amics van sebollir-lo a Wöbbelin. La seva tomba aviat va esdevenir un lloc de romeria del nacionalisme romàntic alemany durant el segle xix.
Des del 1933 va ser recuperat per la propaganda dels nazis que veien en l'escriptor un precursor de la seva ideologia totalitària i pangermànica. Van planificar a Wöbbelin un complex gigantesc per a reemplaçar el museu del segle xix, amb centre formació per a les Joventuts Hitlerianes. De tot el conjunt planificat, els nazis només van acabar l'edifici del museu el 1938. Després de la segona guerra mundial va ser transformat en centre d'interpretació del poeta i monument admonitori del Camp de concentració de Wöbbelin. Al parc del museu unes cent seixanta víctimes del camp van rebre la seva tomba.
Als anys 1950, al temps de la República Democràtica Alemanya (RDA) s'hi va construir un transmissor de les cadenes Radio DDR I i Berliner Rundfunk per ona mitjana. A l'entorn dels edificis tècnics es va crear un barri nou per allotjar uns cent cinquanta treballadors i les seves famílies. L'emissora va tancar el 2005 i les antenes van ser desmuntades, el conjunt dels edificis va ser llistat com monument.

## Llocs d'interés
- El centre d'interpretació i museu commemoratiu del Camp de concentració
- La tomba del poeta Theodor Körner, a més del poeta, s'hi van sebollir també el seu pare, l'escriptor Christian Gottfried, la seva mare Maria Stock, la seva germana, la pintora Emma Körner, i la seva tia, la també pintora Dora Stock.
- El llac Kiessee Dreenkrögen (Llac artificial a un antic codolar)

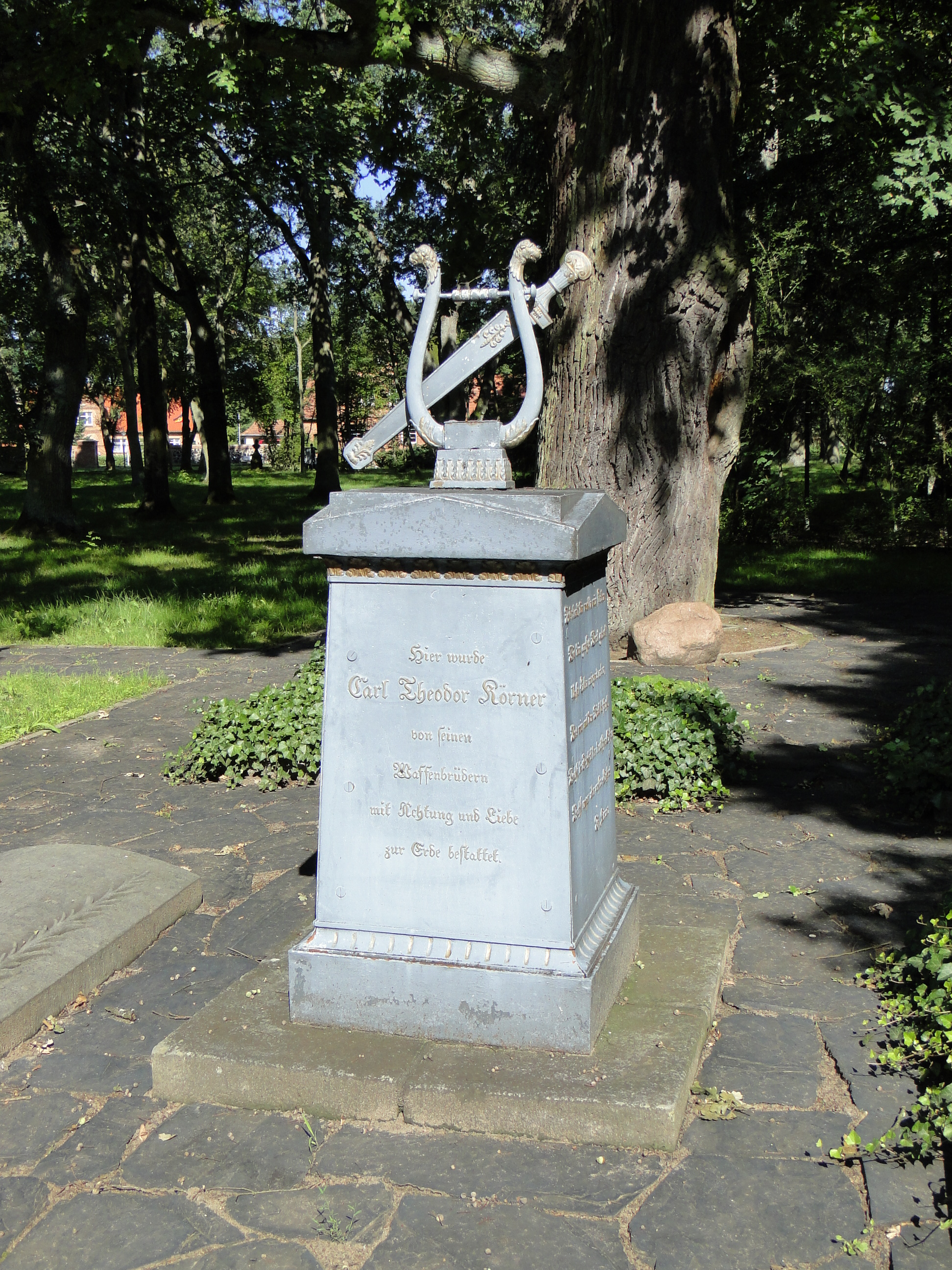
Tomba de l'escriptor Theodor Körner
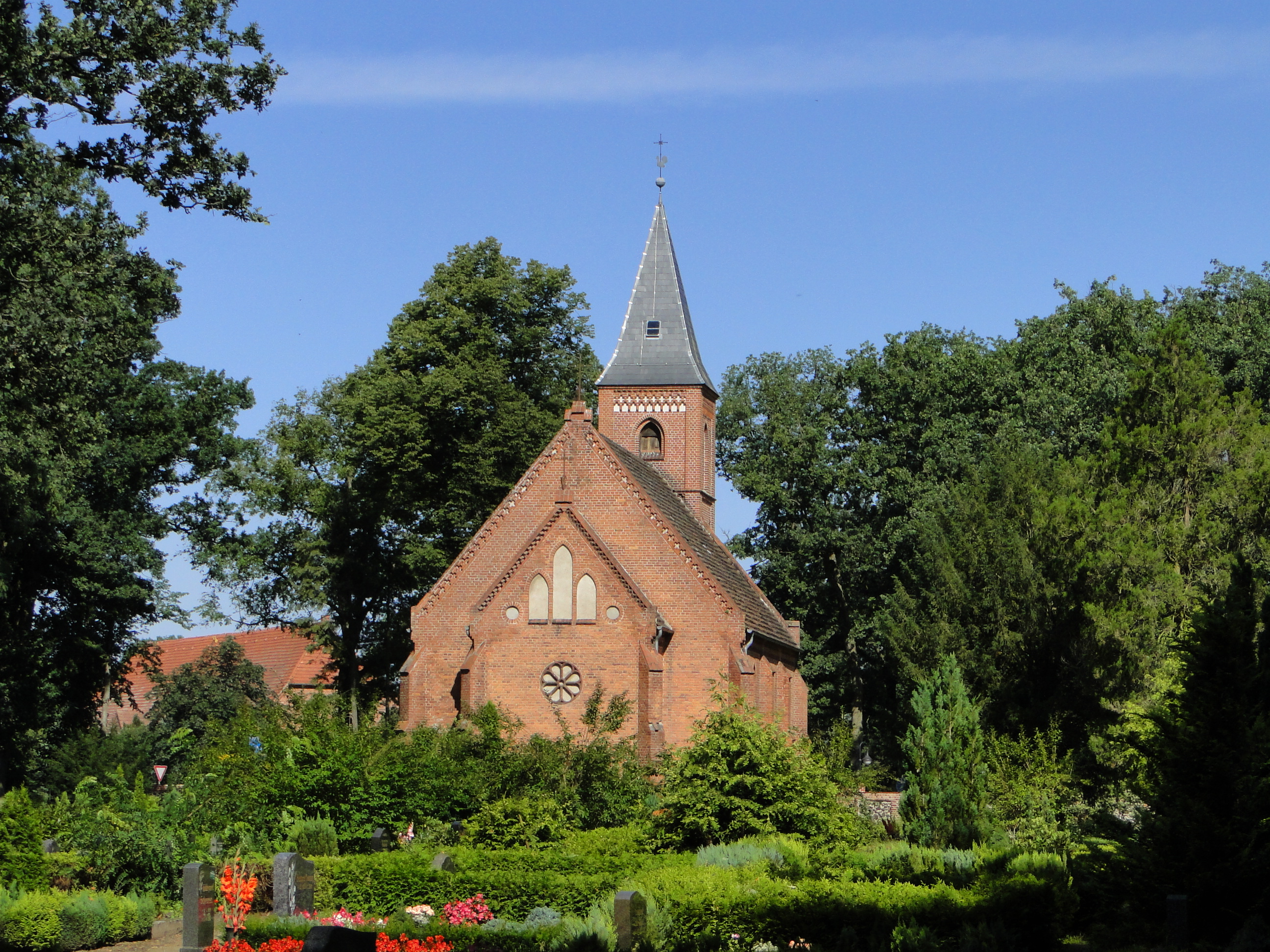
Església Neogòtica del 1879
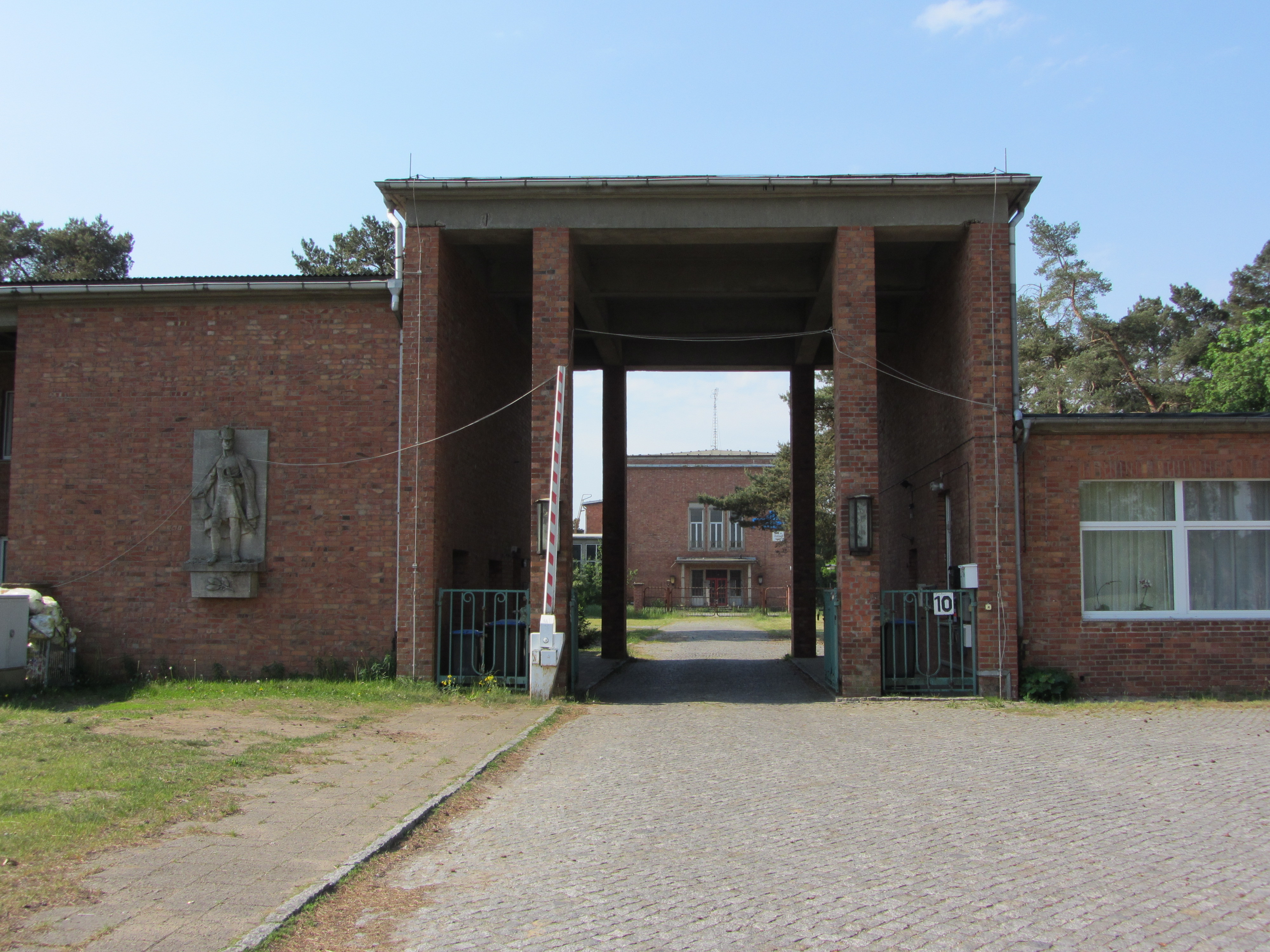
Entrada de l'antiga emissora de ràdio
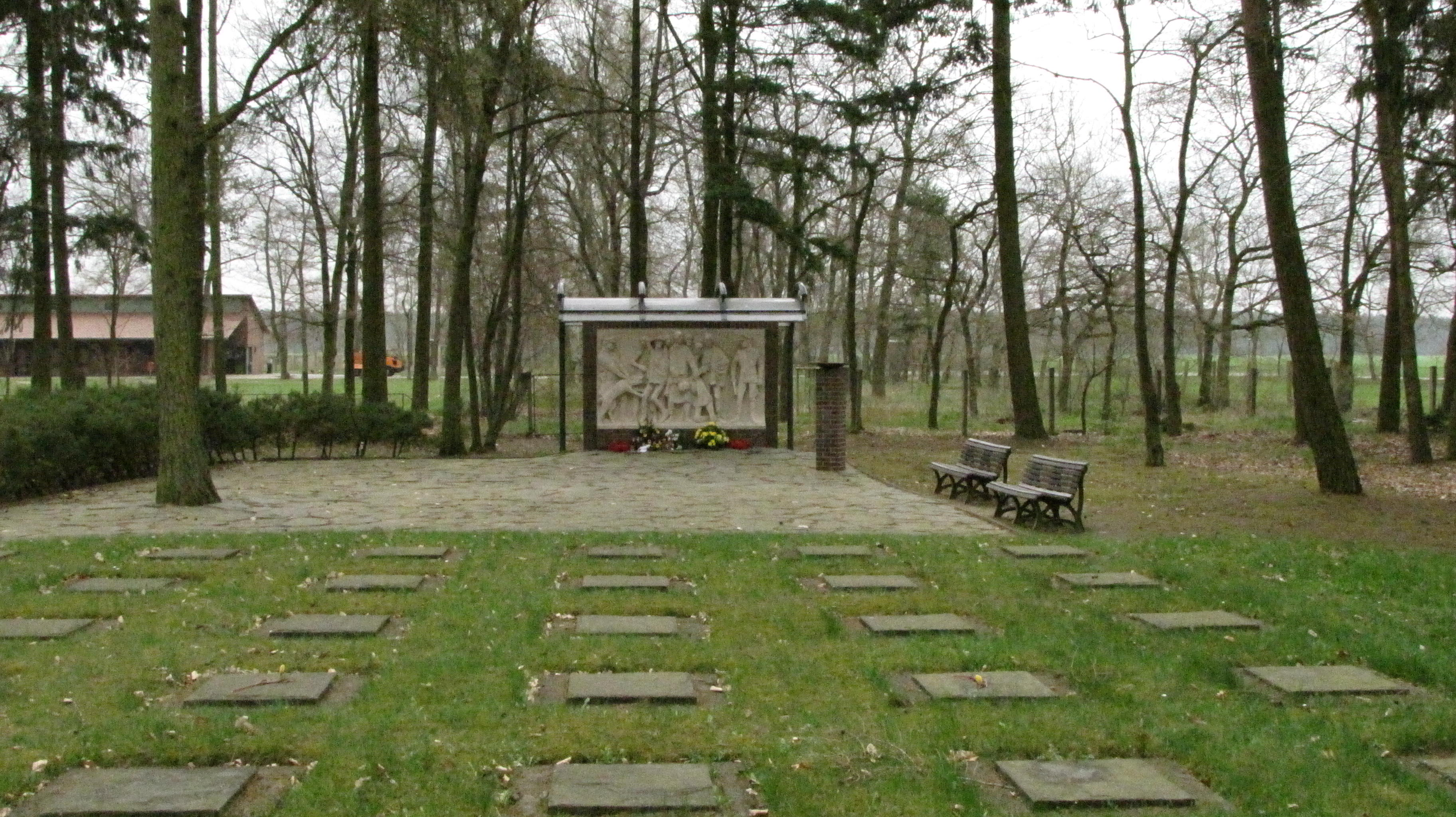
Sepulcres i monument a les víctimes del nazisme